# Experimento educativo cinematográfico bantú
El  Experimento educativo cinematográfico bantú, en inglés,  Bantu Educational Kinema Experiment (BEKE) fue un proyecto del Consejo Misionero Internacional, un movimiento ecuménico estaba integrado por varias asociaciones interdenominacionales del cristianismo protestante que se originó a partir del Comité de Continuación de la Conferencia Misionera Mundial de Edimburgo, en coordinación con el Instituto Carnegie, una organización sin ánimo de lucro, filantrópica, creada por Andrew Carnegie y los gobiernos coloniales de Tanganika, Kenia, Uganda, Rhodesia del Norte y Nyasalandia a mediados de la década de 1930.

## Antecedentes
En la Conferencia Colonial de 1927 el uso potencial del cine en las colonias británicas había sido objeto de deliberaciones por integrantes del Departamento Colonial y el tema fue objeto de la sección titulada “El cine y el Imperio” del informe “El cine en la vida nacional”; allí se destacaba que el cine constituía, por una parte, una herramienta educativa y de contención social, y por la otra podía ser dañina si se difundía material inapropiado. También se alertaba de que en el público de las poblaciones rezagadas del imperio la repercusión –positiva o negativa- iba a ser de mayor intensidad que la del público europeo.. El informe, según el historiador James Burns, era “la culminación de una década de discusión y experimentación acerca de la producción de películas para los súbditos del Imperio Británico” y moldearía las campañas educativas para el público africano hasta el fin de la era colonial.

## El proyecto BEKE
El proyecto involucraba la exhibición mediante un cine móvil de películas didácticas con la finalidad de educar  a la población negra del pueblo bantü. Alrededor de 35 películas filmadas en 16mm, fueron producidas entre 1935 y 1937, en que finalizó el aporte de Carnegie. El proyecto estuvo dirigido por J. Merle Davis, director del Departamento de investigación social e industrial del Consejo Misionero Internacional, George Chitty Latham, jefe del Departamento de Educación de Rhodesia del Norte y el mayor Leslie Allen Notcutt, administrador de plantaciones en Kenia. Para su financiación Carnegie Corporation  aportó 55000 dólares estadounidenses y las empresas de Rhhodesia del Norte, Roan Antelope Mines y Mufulira Copper Mines entregaron sumas menores.
Las películas de BEKE tenían argumentos ingenuos que en general incluían  un "personaje sabio" que daba el buen ejemplo y prevalecía sobre el "personaje estúpido" caracterizado por sus malos hábitos. Salvo por la presencia de algunos actores negros, todo lo demás en las producciones era británico,  siguiendo los estereotipos entonces vigentes acerca de la representación de África y de los africanos. Las enseñanzas más relevantes eran sobre la higiene, métodos de cultivo para venta y sobre comercialización cooperativa; otros filmes eran de propaganda destinados a prestigiar las instituciones británicas.
Fueron filmadas en 16 mm y en sin sonido y dado que estaban destinadas a un público que tenía una gran variedad de idiomas y que era analfabeta en su mayoría se evitaron los intertítulos y en su lugar se grabaron discos que acompañaban las proyecciones, fue así con la primera expedición estaba provista de doce filmes y discos en siete idiomas. A veces la exhibición estaba acompañada con los comentarios proporcionados en vivo por alguien del lugar, un procedimiento que usó más adelante la Unidad de Cine Colonial. Las proyecciones se hacían en general al aire libre en una pantalla de 25 cm. por 20 cm., con altavoces a cada lado y con el proyector ubicada a unos 20 metros de distancia.. El público estaba compuesto en general de 300 a 450 personas y con frecuencia al final se pasaba una película de "interés" filmada en Inglaterra por el camarógrafo de BEKE con vistas de Londres y finalmente una imagen del Rey y una ejecución del Himno Nacional..

## Conclusión
No obstante su corta vida, el BEKE tuvo mucha influencia en la política del gobierno respecto del cine en África y abrió paso a la idea de formar una oficina central en Londres y unidades locales de producción cinematográfica en las colonias que deseen participar que se concretó con la Unidad de Cine Colonial perteneciente a la Oficina Colonial cuya producción de tiempo de guerra -aunque tuvieran escenas de la vida inglesa- fueron diseñadas específicamente para el público africano.  